# Mehrzweckabteil

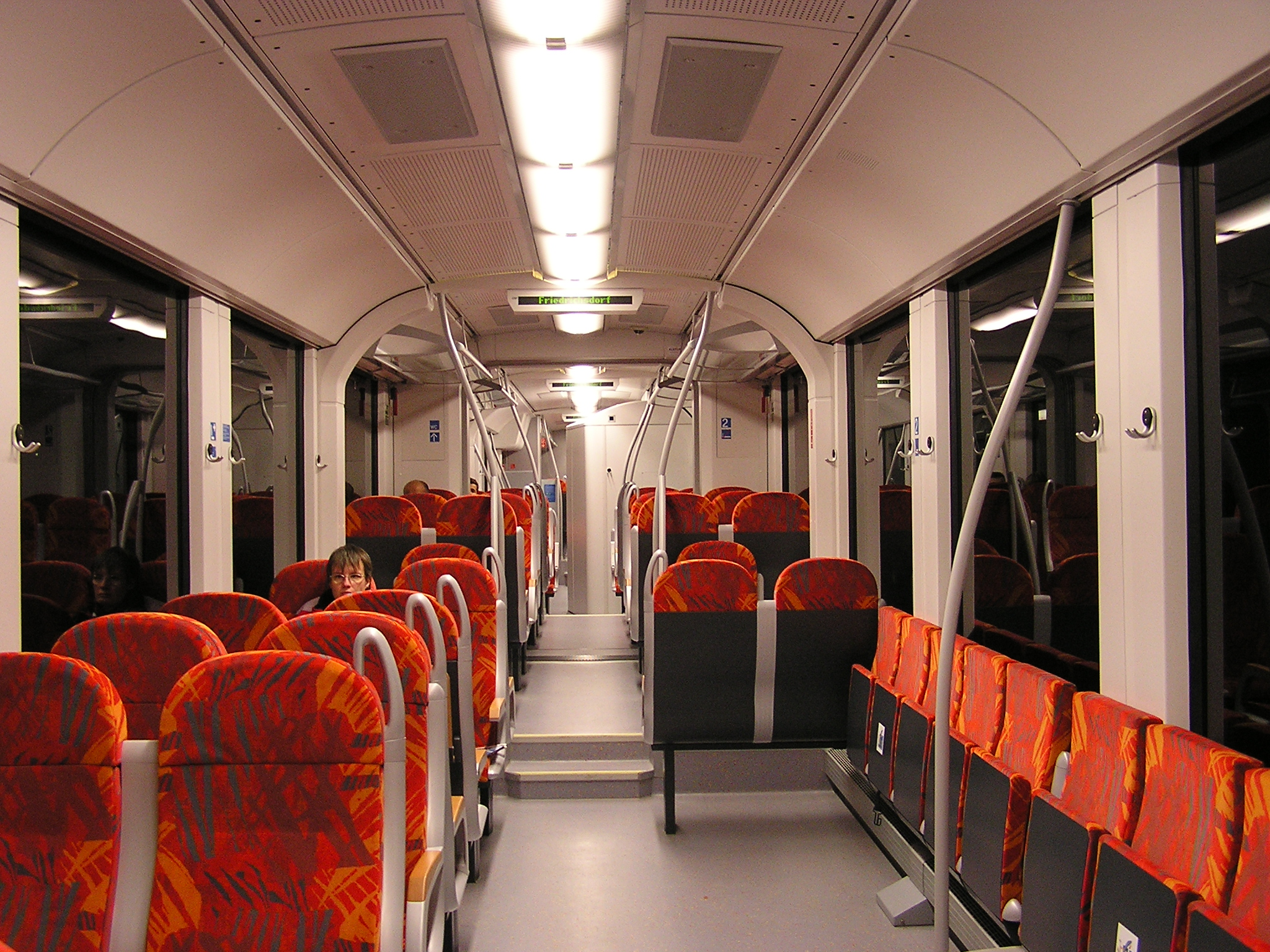
Mehrzweckbereich (rechts) bei einem LINT 41

Ein Mehrzweckabteil oder Mehrzweckbereich bei Eisenbahn, Straßenbahn oder im öffentlichen Busverkehr ist ein je nach Bedarf für Rollstühle, Kinderwagen, Fahrräder und Reisegepäck nutzbarer Fahrgastbereich in einem Personenwagen. Es kann sich dabei um einen freien Bereich im Triebwagen, einem Waggon oder Anhänger handeln. Zusätzlich können auch in hinteren Wagenteilen (Nachläufern) von Gelenkbussen Freiflächen besonders für Kinderwagen und Gepäck vorhanden sein.
Ein rein für Gepäck vorgesehener Waggon wird als Gepäckwagen bezeichnet. Ganze Wagen, die je nach Einsatzzweck umgebaut werden konnten, existierten zwischen Ende des 19. und Mitte des 20. Jahrhunderts unter der Bezeichnung Fakultativwagen.
Früher wurden Mehrzweckabteile noch Abteile für Reisende mit Traglasten oder Traglastenbereiche genannt. An einigen historischen Fahrzeugen und bei sächsischen Schmalspurwagen ist heute noch eine entsprechende Anschrift vorhanden.

## Ausstattung
Der Mehrzweckbereich ist meistens mit Klappsitzen ausgestattet. So sind im Betrieb weitere Sitzgelegenheiten vorhanden. Außerdem sind hier oft Gurte vorgesehen, um Fahrräder oder Kinderwagen gegen Kippen und Wegrollen zu sichern. Die Kennzeichnung des Mehrzweckbereichs mit Piktogrammen (Rollstuhl, Kinderwagen, Fahrrad) befindet sich bei der nächstgelegenen Außentür des Fahrzeugs. Gewöhnlich ist dieser Bereich direkt an einem Einstiegsbereich und unmittelbar bei Außentüren gelegen.
Weitere Ausstattungsmerkmale können im Zusammenhang mit Rollstuhl-Stellplätzen vorhanden sein: spezielle Haltewunschtaster mit Unterbrechung des automatischen Türschließens, Taster für die Anforderung eines Rollstuhllifts oder einer Rollstuhlrampe, eine Sprechstelle zum Fahrpersonal oder Hilferufvorrichtung, ein Rückhaltesystem mit oder ohne Gurten, Sitzplätze für die Begleitpersonen, vom Rollstuhl-Platz aus erkennbare Displays mit Fahrgastinformationen, Kennzeichnung als Rollstuhlplatz. Soweit sich Rollstuhl-Stellplätze im Mehrzweckbereich befinden, ist in Zügen mit Toiletten dort oft auch die barrierefrei nutzbare Toilette (Universaltoilette) vorhanden.

## Kritik
Aus Sicht der Betreiber wird eine Fläche für alles, was mehr Platz braucht geschaffen. Deshalb finden sich je nach Betrieb hier auch Fahrkartenautomaten oder der Stellplatz für eine Minibar und Halterungen für Wintersportgeräte. Allerdings kann die Konkurrenz um die gleiche Fläche zu Konfliktsituationen führen, wenn etwa Personen mit Kinderwagen oder Rollstuhl-Benutzer wegen vorhandener Fahrräder keinen sicheren Platz für die Reise einnehmen können oder abgestellte Fahrräder den Zugang zur Universaltoilette versperren. Dies führt zu betrieblichen Regelungen, deren Durchsetzung in gut ausgelasteten Zügen aber nicht einfach ist. Inzwischen gibt es Betreiber, bei denen Rollstuhl-Stellplätze nicht in einem allgemeinen Mehrzweckbereich angeordnet sind wie Süwex und Betreiber, bei den Fahrräder nur in separaten Fahrrad-Wagen und nicht im Mehrzweck-Wagen mitgenommen werden wie Metronom.